# Седар (округ, Айова)
Шаблон:StateAbbr_ 41°46′05″ пн. ш. 91°07′43″ зх. д. / 41.768055555556° пн. ш. 91.128611111111° зх. д.
Округ  Седар (англ. Cedar County) — округ (графство) у штаті  Айова, США. Ідентифікатор округу 19031.

## Історія
Округ утворений 1837 року.

## Демографія
За даними перепису 
2000 року 
загальне населення округу становило 18187 осіб, зокрема міського населення було 3104, а сільського — 15083.
Серед мешканців округу чоловіків було 8977, а жінок — 9210. В окрузі було 7147 домогосподарств, 5136 родин, які мешкали в 7570 будинках.
Середній розмір родини становив 2,96.
Віковий розподіл населення поданий у таблиці:
| Стать    | До 15 років | 15-21 | 22-29 | 30-39 | 40-49 | 50-65 | 65-85 | Понад 85 |
| -------- | ----------- | ----- | ----- | ----- | ----- | ----- | ----- | -------- |
| Чоловіки | 1898        | 886   | 724   | 1246  | 1525  | 1460  | 1098  | 140      |
| Жінки    | 1793        | 824   | 656   | 1329  | 1435  | 1459  | 1349  | 365      |

## Суміжні округи
- Джонс — північ
- Клінтон — північний схід
- Скотт — південний схід
- Маскетін — південь
- Джонсон — захід
- Лінн — північний захід

## Виноски
1. ↑  U.S. Decennial Census. United States Census Bureau. Архів оригіналу за 26 квітня 2015. Процитовано 14 липня 2014.
2. ↑  Historical Census Browser. University of Virginia Library. Архів оригіналу за 11 серпня 2012. Процитовано 14 липня 2014.
3. ↑  Population of Counties by Decennial Census: 1900 to 1990. United States Census Bureau. Процитовано 14 липня 2014.
4. ↑  Census 2000 PHC-T-4. Ranking Tables for Counties: 1990 and 2000 (PDF). United States Census Bureau. Процитовано 14 липня 2014.
5. ↑  State & County QuickFacts. United States Census Bureau. Архів оригіналу за 19 лютого 2016. Процитовано 14 липня 2014. [Архівовано 2016-02-19 у Wayback Machine.](англ.) Наведено за англійською вікіпедією.
6. ↑  American FactFinder. Бюро перепису населення США. Архів оригіналу за 26 лютого 2012. Процитовано 31 січня 2008. [Архівовано 2008-05-21 у Wayback Machine.]

| США | Це незавершена стаття з географії США. Ви можете допомогти проєкту, виправивши або дописавши її. |